# تريكسي ووراك
تريكسي ووراك (بالألمانية: Trixi Worrack) مواليد 28 سبتمبر 1981 في كوتبوس، ألمانيا الشرقية، هي دراجة ألمانية. شاركت في دورة الألعاب الأولمبية الصيفية.

## سجل النتائج

### الميداليات
| الميدالية | المسابقة                                    |
| --------- | ------------------------------------------- |
| ذهبية     | بطولة العالم لسباق الدراجات على الطريق 2012 |

### سباقات أو مراحل فازت بها
| التاريخ        | السباق                                                           | المركز                                                                 |
| -------------- | ---------------------------------------------------------------- | ---------------------------------------------------------------------- |
| 01 يناير 1998  | 1998 UCI Road World Championships – Junior women's time trial    | الفائز في التصنيف العام                                                |
| 01 يناير 1999  | 1999 UCI Road World Championships – Junior women's road race     |                                                                        |
| 01 يناير 1999  | 1999 UCI Road World Championships – Junior women's time trial    |                                                                        |
| 18 أبريل 2001  | فليش والون للسيدات 2001                                          | الثالث في التصنيف العام                                                |
| 29 يوليو 2001  | سباق تورينجيا للسيدات 2001                                       |                                                                        |
| 02 سبتمبر 2001 | Tour of Nuremberg Women 2001                                     | الخامس في التصنيف العام                                                |
| 01 يناير 2002  | سباق الدراجات ضد الساعة للسيدات في بطولة ألمانيا 2002            |                                                                        |
| 22 يونيو 2002  | Tour de la Drôme 2002                                            | الفائز في التصنيف العام                                                |
| 14 يوليو 2002  | Tour de Feminin - Krásná Lípa 2002                               |                                                                        |
| 04 أغسطس 2002  | 2002 European Road Cycling Championships Women U23 RR            | الفائز في التصنيف العام                                                |
| 01 يناير 2003  | سباق الطريق للسيدات في بطولة ألمانيا 2003                        | الفائز في التصنيف العام                                                |
| 06 سبتمبر 2003 | بويز ليديز تور 2003                                              |                                                                        |
| 01 يناير 2004  | 2004 Giro della Toscana Int. Femminile – Memorial Michela Fanini | الفائز في التصنيف العام                                                |
| 01 يناير 2004  | سباق الدراجات ضد الساعة للسيدات في بطولة ألمانيا 2004            |                                                                        |
| 23 مايو 2004   | Tour de l'Aude Cycliste Féminin 2004                             | الفائز في التصنيف العام                                                |
| 12 يوليو 2004  | Tour de Feminin - Krásná Lípa 2004                               | الفائز في التصنيف العام                                                |
| 04 سبتمبر 2004 | بويز ليديز تور 2004                                              |                                                                        |
| 19 مارس 2005   | Primavera Rosa 2005                                              | الفائز في التصنيف العام                                                |
| 22 مايو 2005   | Tour de l'Aude Cycliste Féminin 2005                             |                                                                        |
| 07 يونيو 2005  | 2005 Durango-Durango Emakumeen Saria                             |                                                                        |
| 12 يونيو 2005  | طواف الباسك للسيدات 2005                                         |                                                                        |
| 26 يونيو 2005  | سباق الدراجات ضد الساعة للسيدات في بطولة ألمانيا 2005            |                                                                        |
| 14 أغسطس 2005  | Holland Hills Classic 2005                                       |                                                                        |
| 04 مارس 2006   | Women's Tour of New Zealand 2006                                 |                                                                        |
| 26 مارس 2006   | Trofeo Costa Etrusca I 2006                                      |                                                                        |
| 08 أبريل 2006  | Novilon Internationale Damesronde van Drenthe 2006               |                                                                        |
| 21 مايو 2006   | Tour de l'Aude Cycliste Féminin 2006                             |                                                                        |
| 01 يونيو 2006  | Tour du Grand Montréal 2006                                      |                                                                        |
| 23 يوليو 2006  | سباق تورينجيا للسيدات 2006                                       |                                                                        |
| 18 أغسطس 2006  | Albstadt-Frauen-Etappenrennen 2006                               | الفائز في التصنيف العام                                                |
| 02 سبتمبر 2006 | بويز ليديز تور 2006                                              |                                                                        |
| 23 سبتمبر 2006 | سباق الطريق للسيدات في بطولة العالم 2006                         |                                                                        |
| 07 يونيو 2007  | Tour du Grand Montréal 2007                                      |                                                                        |
| 23 يونيو 2007  | 2007 Giro del Trentino-Alto Adige-Südtirol                       |                                                                        |
| 23 أغسطس 2007  | Albstadt-Frauen-Etappenrennen 2007                               | الفائز في التصنيف العام                                                |
| 01 يناير 2008  | 2008 Giro della Toscana Int. Femminile – Memorial Michela Fanini |                                                                        |
| 13 يوليو 2008  | Tour de Feminin - Krásná Lípa 2008                               |                                                                        |
| 27 يوليو 2008  | سباق تورينجيا للسيدات 2008                                       |                                                                        |
| 24 أغسطس 2008  | Albstadt-Frauen-Etappenrennen 2008                               | الفائز في التصنيف العام                                                |
| 01 يناير 2009  | 2009 Gracia-Orlová                                               | الفائز في التصنيف العام                                                |
| 11 أبريل 2009  | Novilon Eurocup Ronde van Drenthe 2009                           |                                                                        |
| 24 مايو 2009   | Tour de l'Aude Cycliste Féminin 2009                             | الأول في تصنيف الجبال، الثاني في التصنيف العام، الخامس في تصنيف النقاط |
| 04 يونيو 2009  | Tour du Grand Montréal 2009                                      |                                                                        |
| 26 يونيو 2009  | سباق الدراجات ضد الساعة للسيدات في بطولة ألمانيا 2009            | الفائز في التصنيف العام                                                |
| 26 يونيو 2010  | سباق الطريق للسيدات في بطولة ألمانيا 2010                        |                                                                        |
| 11 يوليو 2010  | Tour de Feminin - O cenu Českého Švýcarska 2010                  | الفائز في التصنيف العام                                                |
| 12 سبتمبر 2010 | Tour of Nuremberg Women 2010                                     | الفائز في التصنيف العام                                                |
| 01 يناير 2012  | 2012 Gracia-Orlová                                               |                                                                        |
| 03 فبراير 2012 | طواف قطر للنساء 2012                                             |                                                                        |
| 22 يونيو 2012  | سباق الدراجات ضد الساعة للسيدات في بطولة ألمانيا 2012            |                                                                        |
| 23 يونيو 2012  | سباق الطريق للسيدات في بطولة ألمانيا 2012                        |                                                                        |
| 22 يوليو 2012  | سباق تورينجيا للسيدات 2012                                       |                                                                        |
| 16 مارس 2013   | Classica Citta' di Padova 2013                                   |                                                                        |
| 21 يونيو 2013  | سباق الدراجات ضد الساعة للسيدات في بطولة ألمانيا 2013            |                                                                        |
| 22 يونيو 2013  | سباق الطريق للسيدات في بطولة ألمانيا 2013                        | الفائز في التصنيف العام                                                |
| 13 أبريل 2014  | هيلثي أجينج تور 2014                                             |                                                                        |
| 27 يونيو 2014  | سباق الدراجات ضد الساعة للسيدات في بطولة ألمانيا 2014            |                                                                        |
| 28 يونيو 2014  | سباق الطريق للسيدات في بطولة ألمانيا 2014                        |                                                                        |
| 01 يناير 2015  | 2015 Gracia-Orlová                                               |                                                                        |
| 12 أبريل 2015  | هيلثي أجينج تور 2015                                             |                                                                        |
| 10 مايو 2015   | طواف أمجين كاليفورنيا للسيدات 2015                               | الفائز في التصنيف العام                                                |
| 26 يونيو 2015  | سباق الدراجات ضد الساعة للسيدات في بطولة ألمانيا 2015            |                                                                        |
| 28 يونيو 2015  | سباق الطريق للسيدات في بطولة ألمانيا 2015                        | الفائز في التصنيف العام                                                |
| 05 فبراير 2016 | طواف قطر للنساء 2016                                             | الفائز في التصنيف العام                                                |
| 24 يونيو 2016  | سباق الدراجات ضد الساعة للسيدات في بطولة ألمانيا 2016            | الفائز في التصنيف العام                                                |
| 23 يونيو 2017  | سباق الدراجات ضد الساعة للسيدات في بطولة ألمانيا 2017            | الفائز في التصنيف العام                                                |
| 29 يونيو 2018  | سباق الدراجات ضد الساعة للسيدات في بطولة ألمانيا 2018            |                                                                        |

## وصلات خارجية
- الموقع الرسمي

## روابط خارجية
- تريكسي ووراك على موقع الاتحاد الدولي للدراجات (الإنجليزية)
- تريكسي ووراك على موقع أرشيف الدراجات (الإنجليزية)
- تريكسي ووراك على موقع إحصائيات الدراجات الإحترافية (الإنجليزية)
- تريكسي ووراك على موقع نسبة الدراجات (الإنجليزية)
- تريكسي ووراك على موقع CycleBase (الإنجليزية)
- تريكسي ووراك على موقع اللجنة الأولمبية الدولية (الإنجليزية)
- تريكسي ووراك على موقع أوليمبيديا (الإنجليزية)
- تريكسي ووراك على موقع اللجنة الأولمبية الألمانية (الألمانية)